# Flanel
Flanel je tkanina v keprové nebo plátnové vazbě, obvykle upravená česáním po jedné nebo obou stranách. Flanely jsou poměrně lehké, hřejivé a příjemné, měkké na omak.

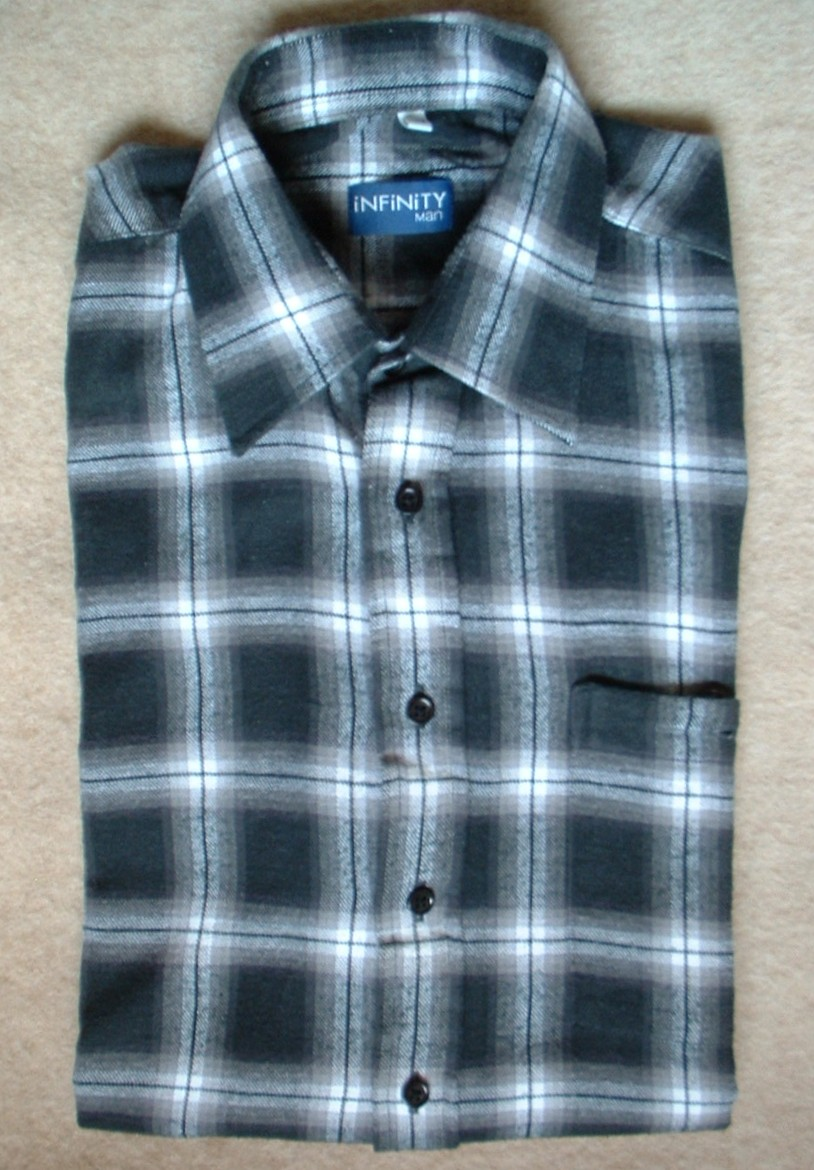
Pestře tkaný flanel z bavlněné příze (začátek 21. století

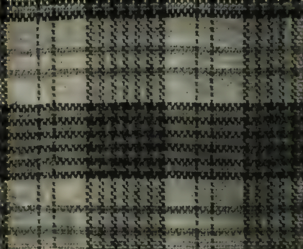
Flanýlek (osnova 30 tex, útek 50 tex) ze začátku 20. století

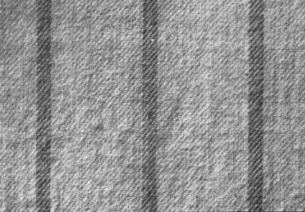
Oboustranně počesaný bavlněný flanel z roku 1920: osnova 33 tex barvená, útek 21 tex bělený, 202 g/m²

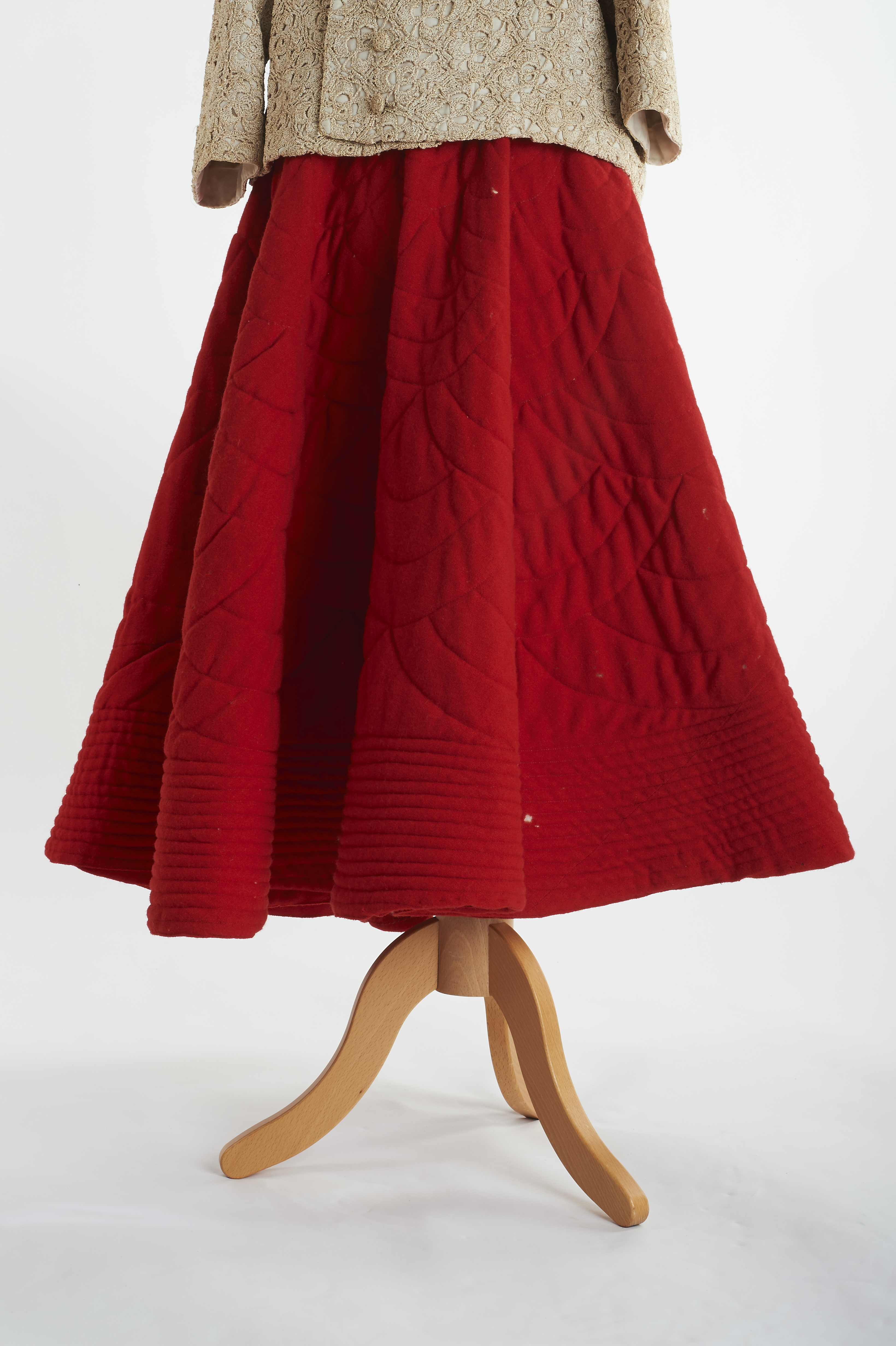
Flanelová sukně z bainin (irské, neprané) vlny se štepovanými vzory (1957)

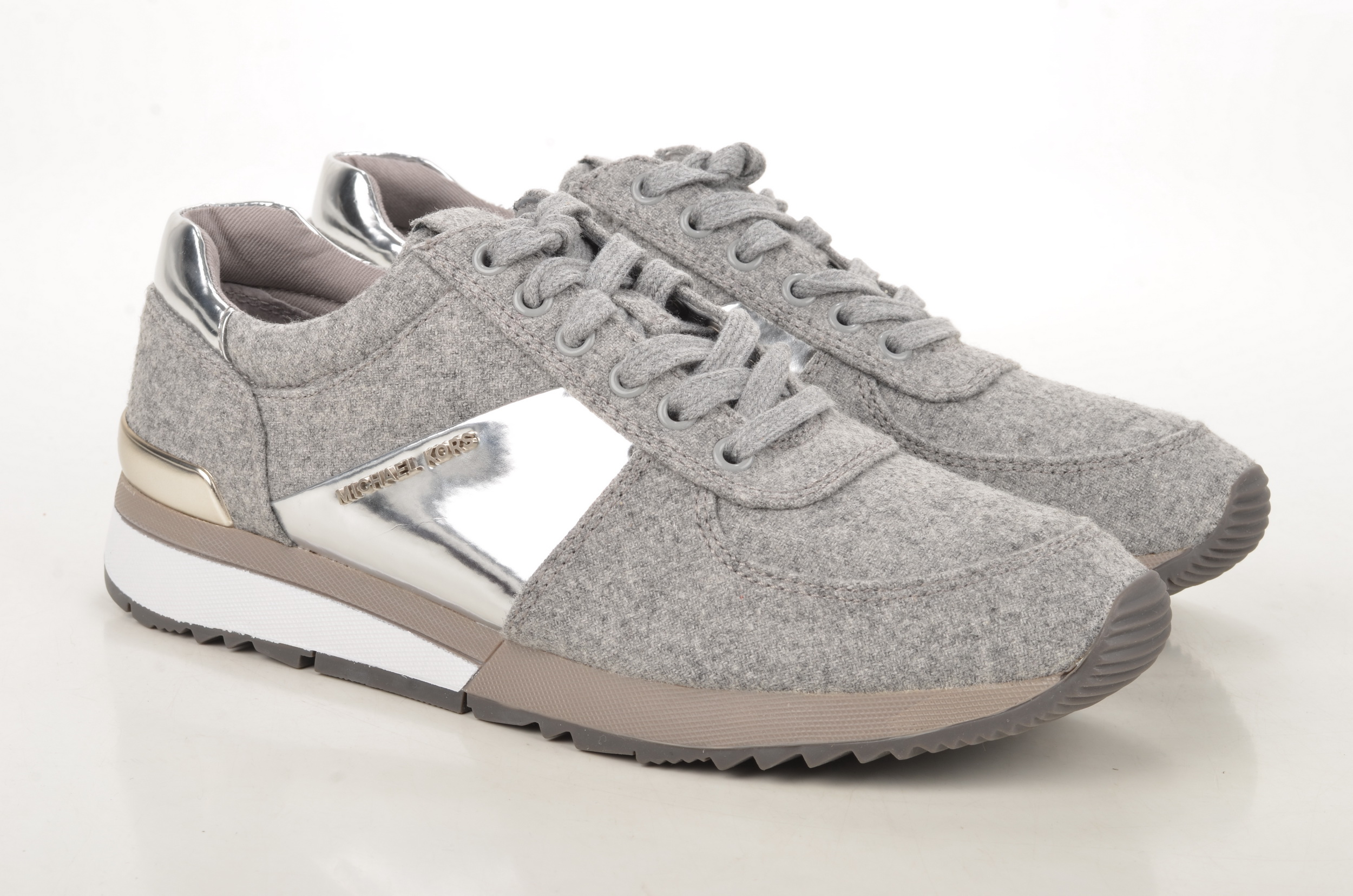
Šedý flanel na obuvních svršcích (2016)

Často se rozdělují na dvě skupiny: bavlněné a vlněné flanely, v obou skupinách mohou být přírodní vlákna také ve směsi s umělými materiály.
Flanel může být počesaný, tzn. že povrch tkaniny je zdrsněný drátěným kartáčem, který zvedá špičky jemných vláken z volně zakroucené příze a tvoří z nich souvislou vlasovou vrstvu.
Některé druhy flanelu se vyrábějí bez počesání, měkký omak získávají jen s použitím přízí s nízkým zákrutem.

## Historie
Není znám původ tohoto slova, ale tkaninu, která je velmi podobná flanelu, lze vystopovat až do Walesu, kde byla známa již v 16. století. Francouzský termín flanelle se používal na konci 17. století a německý termín Flanell na začátku 18. století.
Flanel se vyrábí od 17. století a postupně nahrazuje starší velšské druhy vlasových tkanin. Rozšíření jeho výroby je úzce spojeno s rozšířením mykacího stroje (zařízení k přípravě vlny na spřádání). Mykání bylo v té době kromě valchování jediným mechanizovaným stupněm výroby vlněných látek. V 19. století se flanel vyráběl zejména ve městech Newtown, Montgomeryshire, Hay on Wye a Llanidloes. Drapers Company of Shrewsbury do značné míry kontrolovala distribuci velšských vlněných oděvů na trh.
Dříve se velšský, yorkshirský, lancashirský a irský flanel mírně lišil, a to především kvůli jakosti surové vlny používané v několika lokalitách, přičemž některé byly měkčí a jemnější než jiné. Zatímco v současnosti se barva flanelu určuje barvivy, původně se požadované barvy dosáhlo smícháním bílé, modré, hnědé a černé vlny v různém poměru. Světlejších odstínů bylo dosaženo bělením oxidem siřičitým.
Původně byl flanel vyroben z jemné krátké střižní vlny, ale ve 20. století se staly běžnými směsi hedvábí a bavlny. V té době se flanelové kalhoty staly populárními ve sportu, zejména v kriketu, kde se nosily až do konce 70. let.
V 90. letech byly flanelové kostkované košile v módě, zvláště si je oblíbily grunge kapely Nirvana a Pearl Jam. Nicméně ne všechny kostkované košile, které byly v té době k dispozici, byly ve skutečnosti vyrobeny z flanelu. Tak se smazala hranice mezi tartanem a flanelem.[zdroj?]

## Bavlněný a viskózový flanel
Bavlněný a viskózový flanel se vyrábí z jemnější osnovy a hrubého útku. Je jednobarevný, pestře tkaný (z barvených přízí) nebo potisknutý.
Z reklamních prospektů je známý také flanel z mikrovláken.
Použití: košile, pyžama, postelové povlaky.
Ke košilovým flanelům se řadí například: 
- croise (franc.: zkřížená nebo též keprová vazba). Je to tkanina v trojvazném nebo oboustranně zesíleném kepru, česaná nebo kalandrovaná, často bílá, barvená v kuse nebo potištěná.[13]
- flanýlek - lehká bavlnářská tkanina s jemným vlasem v plátnové nebo keprové vazbě (na snímku vpravo je flanýlek ze začátku 20. století)[14] [15]
- anglola flanel se vyráběl ve 20. století ze směsi vlna/bavlna (podíl vlny 50-75 %)[16]

## Vlněný flanel
Vlněný flanel je tkaný nebo i pletený z česané nebo mykané příze. Příze se vyrábí z jemných, silně kadeřavých vln, zpravidla melanžovaných na světle šedé barevné odstíny. Tkaniny se často valchují a někdy počesávají v pruzích s vlasy položenými v jednom směru, čímž se vytváří na povrchu dodatečný efekt.
Použití: pánské zimní obleky a kalhoty (klasický šedý flanel).